# アクアノート (アイドルグループ)
アクアノートは、日本の女性アイドルグループ。運営はフレオマネジメント、メンバーの多くはユニバーサルキャスト所属。
2018年4月、「水」をコンセプトに結成。2021年4月、ドリーミュージックよりメジャーデビューを果たした。

## 略歴

### 2018年
- 4月22日 - 恵比寿CreAtoにてデビューライブ開催[3]。
- 5月12日 - 写真家・青山裕企による『プロの撮り方が学べる・アイドルフォト撮影会』モデル出演[4]。
- 7月24日〜8月21日 - 「AKIBAカルチャーズ劇場新人公演2018〜真夏のシンデレラたち〜」の火曜日を担当、準優勝（優勝は君の隣のラジかるん）[5]。
- 11月10日 - 「アクアノート1stワンマンライブ『アクアノオト』」（新宿アルタKeyStudio）を開催[6]。
- 12月1日 - 双葉樹里、高梨有咲が研修生として加入[7]。
- 12月31日 - 逢嶋ひな、美波ももかの2名が受験専念のため、この日をもって活動休止[8]。

### 2019年
- 3月9日 - AKIBAカルチャーズ劇場単独公演にて逢嶋ひな・美波ももか復帰単独公演開催[9]。
- 4月10日 - 双葉樹里、高梨有咲が正規メンバーに昇格[10]。
- 4月21日 - 「アクアノート2ndワンマンライブ『AQUANAUT』」（恵比寿CreAto）を開催[11]。
- 6月22日〜9月29日 - AKIBAカルチャーズ劇場にて定期公演「AQUA THEATER」を開催[12]。
- 8月10日 - 船上単独公演「アクアノートクルージングライブ2019」開催[13]。
- 9月10日 - 1stアルバム『アクアノオト』リリース。オリコンアルバムチャートデイリー第3位、オリコン週間第13位[14][15]。
- 11月24日 - 「アクアノート3rdワンマンライブ『AQUA SONIC』」（harevutai）を開催[16]。
- 12月27日 - アクアノート東名阪ツアー発表[17]。しかし、新型コロナウイルス感染症の影響により全公演延期[18]。

### 2020年
- 1月26日 - 「逢嶋ひな卒業公演」（パセラリゾーツ グランデ渋谷店）にて、逢嶋が卒業[19][20]
- 9月20日 - 「アクアノート4thワンマンライブ『EVER/BLUE』」（白金高輪SELENE b2）を開催[21]。
- 12月20日 - 「アクアノート5thワンマンライブ「BEYOND THE GLASS」」（オルタナティブシアター）を開催[22]。
- 12月27日 - 「佐山すずか卒業公演」 (恵比寿The Garden Room) にて、佐山が卒業[23]。

### 2021年
- 1月24日 - 「アクアノート 新研修生お披露目公演」（秋葉原P.A.R.M.S）にて、研修生として夕月朝葉と夏川雅の2名が加入[24]。
- 5月12日 - 夕月、夏川が正規メンバーに昇格[25]。
- 5月26日 - メジャー1stシングル『愛だよね!?』をリリース。
- 6月26日 - 「アクアノート6thワンマンライブ」（大手町三井ホール）を開催[26]。
- 10月24日 - 「双葉樹里卒業公演」（オルタナティブシアター）にて、双葉が卒業[27]。
- 11月6日 - 「夕月朝葉卒業公演」（BENOA銀座）にて、夕月が卒業[28]。

### 2022年
- 3月6日〜7日 - 「美波ももか卒業公演」（オルタナティブシアター）にて、美波が卒業[29]。別会場での延長物販は7日朝まで続いた[30]。
- 3月27日 - 「夢咲摩萌・高梨有咲・夏川雅卒業公演」（オルタナティブシアター）にて、夢咲・高梨・夏川の卒業に伴い現体制終了・活動休止（現役メンバーがいなくなるため）[31]。
- 3月31日 - 公式ファンクラブ「アクアノート水道局」の更新終了[32]。

## メンバー

### 旧メンバー
（卒業順）
| 名前                          | ニックネーム | 担当色   | 生年月日               | 身長    | 血液型 | 出身地   | 活動期間                       | 備考 |
| ----------------------------- | ------------ | -------- | ---------------------- | ------- | ------ | -------- | ------------------------------ | --- |
| 逢嶋 ひな （あいしま ひな）   | ひーちゃん   | 赤       | 2003年4月14日（22歳）  | 158.5cm | B型    | 埼玉県   | 2018年4月22日 - 2020年1月26日  | 卒業同月、ユニバーサルキャスト退所。                                                                           |
| 佐山 すずか （さやま すずか） | さやすず     | 黄       | 2005年9月4日（19歳）   | 163.5cm | AB型   | 東京都   | 2018年4月22日 - 2020年12月27日 | 卒業同月28日、ユニバーサルキャストからフレオマネジメントへ円満移籍。 2021年1月より手羽先センセーションに加入。 |
| 双葉 樹里 （ふたば じゅり）   | じゅりりん   | 白       | 2006年12月14日（18歳） | 152cm   | B型    | 神奈川県 | 2018年12月1日 - 2021年10月24日 | 卒業後も同月はユニバーサルキャストのイベントに参加していた。 2022年7月よりerewhonで雨音じゅりとして活動中。    |
| 夕月 朝葉 （ゆうづき ともは） |              | 赤       | 2006年6月6日（19歳）   | 159cm   | 不明   | 東京都   | 2021年1月24日 - 11月6日        | 元:いちごみるく色に染まりたい。。フレオマネジメント所属。                                                      |
| 美波 ももか （みなみ ももか） | ももちゃん   | ピンク   | 2004年3月3日（21歳）   | 160cm   | O型    | 千葉県   | 2018年4月22日 - 2022年3月7日   | 卒業とともにユニバーサルキャスト退所。 2022年5月よりiSPYで藍波ももかとして活動中。                             |
| 夢咲 摩萌 （ゆめさき まほ）   | まほたむ     | 紫       | 2004年8月27日（20歳）  | 165cm   | O型    | 埼玉県   | 2018年4月22日 - 2022年3月27日  | 所属:ユニバーサルキャスト                                                                                      |
| 高梨 有咲 （たかなし ありさ） | ありちゃん   | 黄緑     | 2005年11月21日（19歳） | 157cm   | 不明   | 神奈川県 | 2018年12月1日 - 2022年3月27日  | 所属:ユニバーサルキャスト 2022年6月より株式会社ノロシの新規プロジェクトに参加。                                |
| 夏川 雅 （なつかわ みやび）   | みーび       | オレンジ | 2004年9月27日（20歳）  | 156cm   | B型    | 静岡県   | 2021年1月24日 - 2022年3月27日  | 所属:フレオマネジメント                                                                                        |

## 作品

### 楽曲一覧
| タイトル               | 作詞     | 作曲              | 編曲              | 備考                         |
| ---------------------- | -------- | ----------------- | ----------------- | ---------------------------- |
| いろみず               | Azbit    | Azbit             |                   |                              |
| 閃光少女               | TKdr     | SHINGOMAN         |                   |                              |
| 未来ドリ               | CHAMI    | 130902501-miya-   |                   |                              |
| 挑発Selfish            | まい     | CHEEBOW           | CHEEBOW           |                              |
| 八月の空               | Azbit    | Azbit             |                   |                              |
| ラブ☆サマー            | Azbit    | Azbit             |                   |                              |
| Don't you?             | まい     | CHEEBOW           | CHEEBOW           |                              |
| なみだリプライ         | まい     | Azbit             |                   | 出演：高梨有咲 双葉樹里      |
| 水のかたち             | Azbit    | Azbit             |                   |                              |
| 乙女心はアクアマリン   | 長阪浩成 | 長阪浩成          |                   |                              |
| ソメイヨシノが咲く頃に | 長阪浩成 | 長阪浩成          |                   |                              |
| ゆびきりげんまん       | 岩渕駿   | 岩渕駿            |                   |                              |
| これから               | まい     | CHEEBOW           |                   |                              |
| ドリームノート         | 長阪浩成 | 長阪浩成          |                   |                              |
| 水花火                 | T-KDR    | 八巻俊介（Azbit） |                   |                              |
| 夕立とアンチノミー     | まい     | 長阪浩成          |                   | Music Video Directed by 大鳥 |
| あの夏に               | T-KDR    | T-KDR             | 八巻俊介（Azbit） |                              |
| アクアソニック         | 多田慎也 | 多田慎也          | 島田尚            |                              |
| 雨垂れのポルカ         | 長阪浩成 | 長阪浩成          |                   |                              |
| じゃんぴん・じゃんぴん | まい     | 長阪浩成          |                   |                              |
| さよなら六花           | まい     | CHEEBOW           |                   |                              |
| 水を目指した日         | 長阪浩成 | 長阪浩成          |                   |                              |
| 未来線ダイヤグラム     | 長阪浩成 | 長阪浩成          |                   |                              |
| 青春日和               | 多田慎也 | 多田慎也          | 島田尚            |                              |
| 恋心クレッシェンド     | 多田慎也 | 多田慎也          | 島田尚            |                              |
| 愛だよね!?             | 多田慎也 | 多田慎也          | 島田尚            |                              |

### コラボ曲
- 「PEEK A BOO！」（作詞：まい、作曲・編曲：八巻俊介（Azbit）)

2020年5月、君の隣のラジかるんとコラボ企画を行い、目標達成の記念に制作された楽曲。

### 書籍
- 「佐山すずか1st写真集 『Be Mine』」(2020年7月8日、アイドルヴィレッジ)[39]

## 出演

### テレビ
- @JAM ONLINE FESTIVAL 2020 Futureステージ 完全版スペシャル!! DAY1（2020年12月11日 、日テレプラス）[40]